# Sujanivka (Donetsk)
Sujanivka (en ucraniano: Суханівка) es un pueblo ucraniano perteneciente al óblast de Donetsk. Situado en el este del país, hasta 2020 era parte del raión de Slóviansk pero después de esta fecha, se convirtió en parte del raión de Kramatorsk y parte del municipio (hromada) de Slóviansk.

## Toponimia
Hasta 2024, su nombre oficial fue Andrivka (en ucraniano: Андріївка, romanizado: Andríivka; en ruso: Андреевка, romanizado: Andréevka).

## Geografía
Sujanivka se encuentra a orillas del río Suji Torets, 10 km al suroeste de Slóviansk y 113 km al norte de Donetsk.

## Historia
Andrivka fue convertida en un asentamiento de tipo urbano el 15 de noviembre de 1938, aunque fue mencionada por primera vez en 1784. 
Durante la guerra del Dombás, Andrivka sufrió graves daños en los combates por Slóviansk.
En 2023, el grupo de trabajo de la Comisión Nacional de Estándares Lingüísticos Estatales incluyó a Andrivka en la lista de asentamientos en Ucrania que pueden renombrarse como parte de las campañas de descomunización y la derusificación en Ucrania. El nombre elegido fue Sujanivka, aprobado en la Rada Suprema el 19 de septiembre de 2024.

## Demografía
La evolución de la población de Sujanivka entre 1989 y 2022 fue la siguiente:
| 1335                                                          | 1325 | 949 | 888 | 791 | 801 | 833 |
| (Fuente: Cities & Towns of Ukraine y UKRAINE: Größere Städte) |      |     |     |     |     |     |

Según el censo de 2001, la lengua materna de la mayoría de los habitantes, el 66,72%, es el ruso; del 32,91% es el ucraniano.